# 피탈롭스키군

피탈롭스키군의 위치

피탈롭스키군(러시아어: Пыталовский район)은 러시아 프스코프주를 구성하는 24개 군 가운데 하나로 행정 중심지는 피탈로보이며 면적은 1,111km2, 인구는 12,083명, 인구 밀도는 10.88명/km2이다. 프스코프주 서부에 위치하며 북쪽으로는 팔킨스키군, 동쪽으로는 오스트롭스키군, 남쪽으로는 크라스노고로츠키군, 서쪽으로는 라트비아 카르사바시, 발티나바시, 빌랴카시와 접한다.